# Gallicolumba xanthonura
Gallicolumba xanthonura là một loài chim trong họ Columbidae.

## Hình ảnh

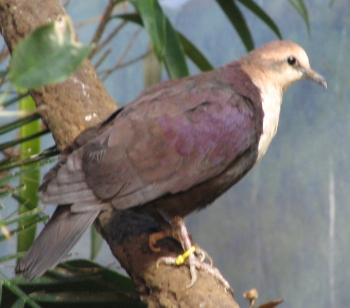
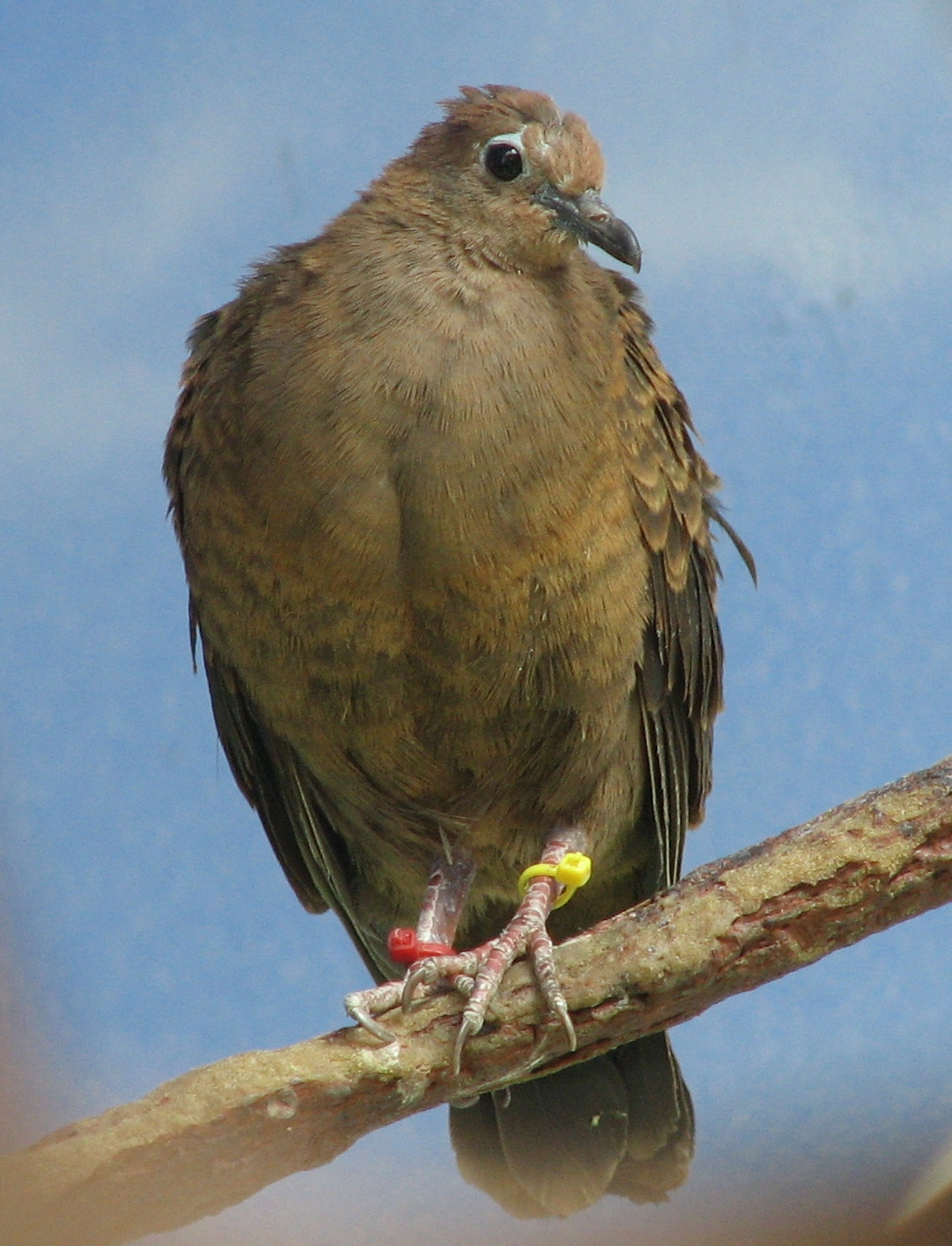
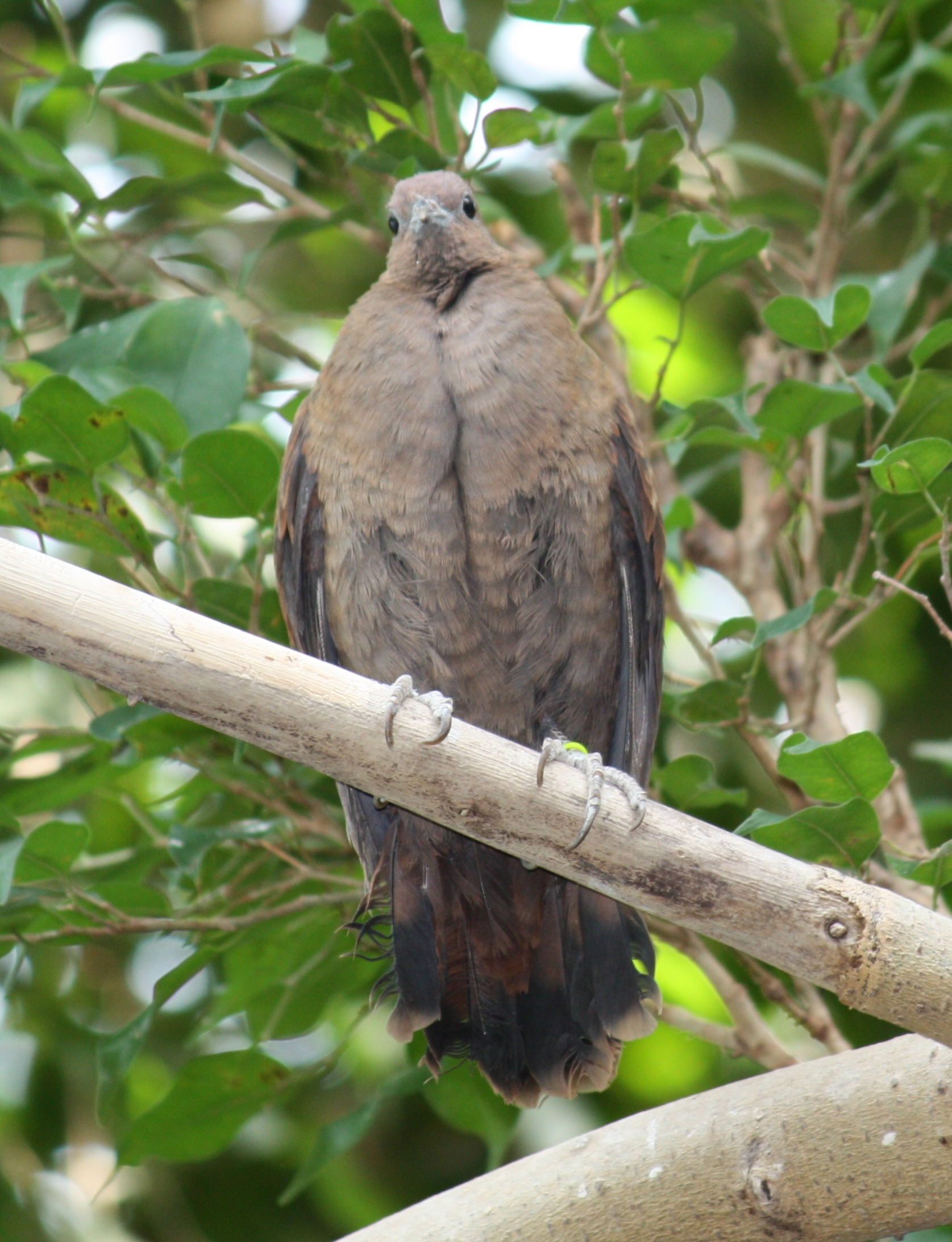
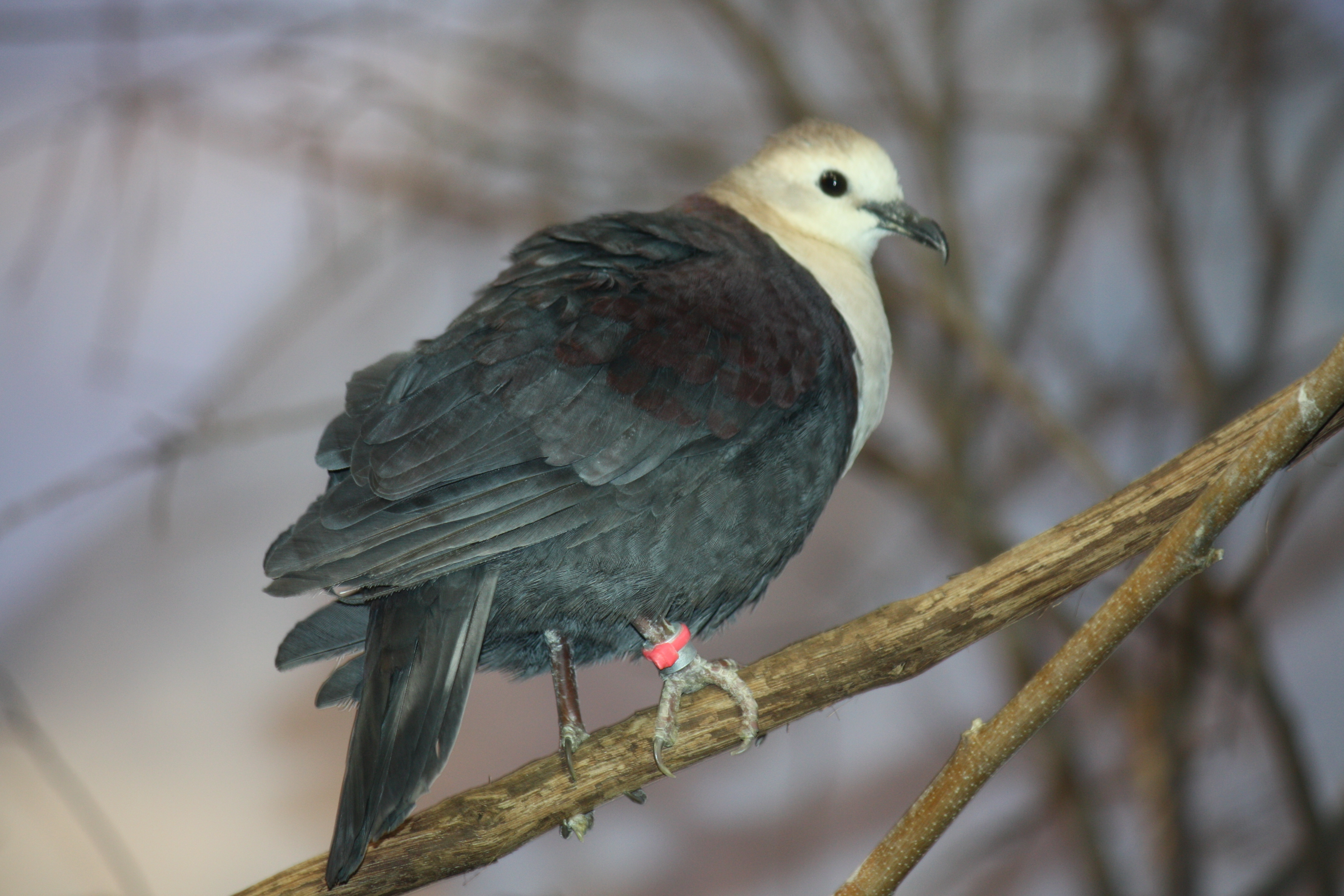